# Affaritaliani.it
Affaritaliani.it est un journal italien en ligne basé à Milan, fondé en 1996. Le journal est la propriété de Uomini e Affari srl, dont l'actionnaire majoritaire est Angelo Maria Perrino, fondateur et directeur de la publication.
Bien que l'en-tête indique « le premier quotidien en ligne », ce registre appartient à d'autres journaux : avant Affari Italiani, enregistrés le 16 avril 1996, étaient publiés sur le Web depuis le 31 juillet 1994 L'Unione Sarda, en tant que recueil des nouvelles les plus importantes, et en particulier, sous forme complète et quotidienne, le quotidien Punto Informatico, né depuis 1995 en tant que BBS et enregistré comme journal le 7 février 1996.

## Structure
Les sections abordées par le journal sont : Politique, Économie, Chroniques, Sport, MilanoItalia, Culture/Costume, Mediatech, Divertissement. En outre, le journal a créé deux blogs thématiques : l'un sur le sport et le divertissement et l'autre sur les technologies des médias et l'économie.